# Ajczürök
Ajczürök (kirg. Айчүрөк) – kirgiska opera w trzech aktach autorstwa Władimira Własowa, Abdyłasa Małdybajewa i Władimira Fere do libretta Dżoomarta Bökönbajewa, Dżusupa Turusbekowa i Kubanyczbeka Malikowa napisanego na podstawie drugiej części kirgiskiego eposu ludowego „Manas”. Jest to pierwsza opera kirgiska.

## Geneza i charakterystyka opery
We Frunze (dziś Biszkek), stolicy Kirgistanu, w 1936 założono teatr dramatu muzycznego, dla którego trio kompozytorów Własowa, Małdybajewa i Fere napisało dwa spektakle – „Ałtyn kyz” (1937) i „Adżał orduna” (1938). W 1938 roku zaczęli komponować nowe dzieło, które miało stać się pierwszą operą kirgiską. Miała się opierać na drugiej części eposu „Manas” w wykonaniu słynnego kirgiskiego śpiewaka ludowego Sajakbaja Karałajewa (1894–1971).
Premiera opery odbyła się 12 kwietnia 1939 w Teatrze Muzyczno-Dramatycznym Kirgiskiej SRR we Frunze. Po dwóch miesiącach, 26 maja, wykonano go także w Moskwie. Spektakl spotkał się z przychylnymi recenzjami. Kompozytor Jurij Szaporin pisał w Prawdzie: „W całej Ajczürök istnieje wyraźne i niezbite świadectwo ogromnych sił twórczych Kirgistanu, którego sztuka dopiero niedawno zaczęła rozwijać skrzydła”. Sopranistka Sajra Kijizbajewa (1917–1988), grająca narzeczoną, stała się gwiazdą kirgiskiej opery.
W libretcie zachowano szereg oryginalnych elementów eposu, na przykład fakt, że narzeczonej poszukuje żonaty mężczyzna. Fabułę zaadaptowano jednak do standardów dramaturgii europejskiej opery. Kompozytorzy opracowali muzykę opartą na rosyjskiej XIX-wiecznej operze. W znikomym stopniu wykorzystano kirgiską muzykę ludową. Biszkecka Opera określa go jako „dumę i znakomitą spuściznę kirgiskiej kultury muzyczno-teatralnej. Prawdziwy klasyk, na którym wyrosło wiele pokoleń wykonawców i który nadal z powodzeniem znajduje się w repertuarze teatru i kochany przez publiczność”.
W następnych latach to samo trio kompozytorów napisało kolejne opery – „Patriottor” (1941), „Manas“ (1946), „Toktoguł” (1958) oraz hymn Kirgiskiej SRR. „Ajczürök“ i „Manas“ na stałe weszły do repertuaru kirgiskich oper.

## Fabuła
Akt I
Do siedziby Akun-chana zmierza dwóch wojowników z dalekich stron – Tołtoj i Czynkodżo. Obaj chcą wziąć ślub z jego córką, ze względu na urodę nazywaną Ajczürök (Księżycowa piękność). Jej ojciec jednak już dawno obiecał rzece Manas, że odda swoją córkę Semetejowi. Tego jednak od dawna nie widziano. Tołtoj i Czynkodżo grożą Akunowi i jego państwu wojną w razie odmowy. Ajczürök czasowo oddala tę groźbę, prosząc o czas na namysł. Pozbywszy się na chwilę nieproszonych gachów, zamienia się w łabędzia i wyrusza w świat w poszukiwaniu naznaczonego jej narzeczonego.
Akt II
Po długich poszukiwaniach Ajczürök odnalazła obóz Semeteja. Sam Semetej jest w tym czasie na polowaniu, Ajczürök zaś znajduje w namiocie jego żonę Czaczykej. Zazdrosna Czaczykej wypędza konkurentkę. Ajczürök udaje się jednak złapać białego sokoła myśliwskiego, który należy do Semeteja i odlatuje na jego skrzydłach. Kiedy Semetej wraca, Czaczykej mówi, że jego sokół został skradziony, ale nie może mu wyjaśnić, jak to się stało. Jednak stary Bakaj zdradza Semetejowi, że jego ojciec zawarł z Akun-chanem umowę co do Ajczürök. Semetej zostawia żonę i wyrusza szukać sokoła.
Akt III
Semetej odnajduje Ajczürök nad brzegiem rzeki Urgencz. Mimo zauroczenia pięknem dziewczyny, początkowo chciał jedynie odebrać sokoła i powrócić do żony. Jednak modlitwa Ajczürök i napomnienie Bakaja przekują go, że powinien wypełnić wolę ojca i wziąć Ajczürök za żonę. Semetej prowadzi swoją narzeczoną do jej ojca. Tam drogę zastępują mu Tołtoj i Czynkodżo ze swoimi wojskami. Semetej ze swoją armią pokonuje ich jednak, wyzwalając kraj Akun-chana spod ich dominacji. Można świętować wesele Semeteja i Ajczürök.